# Альбенский, Анатолий Васильевич
Анатолий Васильевич Альбенский (19 октября 1899 — 4 июля 1984) — советский учёный, специалист по лесоведению и лесоводству, директор Всесоюзного НИИ агролесомелиорации, заведующий кафедрой лесных культур Брянского технологического института, доктор сельскохозяйственных наук, член-корреспондент ВАСХНИЛ, профессор. Краевед, организатор изучения истории и природы Пермской области.

## Биография
А. В. Альбенский родился 19 октября 1899 года в селе Григорово Пошехонского уезда Ярославской губернии (ныне Пошехонского района Ярославской области). Учился в Ярославском духовном училище (1912)и Ярославской духовной семинарии (1917), в 1918—1919 годах работал учителем начальной школы в селе Вознесенское Ярославской области.
В 1919—1921 годах служил в Красной Армии, затем работал в учреждениях Перми и Мотовилихи, заведовал агитационно-пропагандистским отделом Пермского горкома РКП(б), член Пермского окружного профсоюзного бюро. Он прошел традиционный путь советского активиста: секретарь волостного комитета бедноты, доброволец в войсках ВЧК, инструктор в политотделе Красной Армии, комиссар Пермского университета, секретарь городского и районного комитетов РКП(б), член исполкома Пермского округа и бюро Окружного профсоюза.
В 1926 году поступил на естественное отделение педагогического факультета Пермского государственного университета. Будучи студентом, одновременно преподавал в университете общественно-политические дисциплины. В 1925–1928 годах — председатель правления Пермского общества краеведения. А. В. Альбенский провёл большую работу по организации этого общества, возглавил секцию по изучению природы Камского Приуралья. Под его руководством были организованы издательская и инструкторская деятельность общества, изучение истории профсоюзного движения в Прикамье. Анатолий Васильевич был сотрудником газет «Звезда» и «Рабочая газета», в пермский период своей деятельности написал учебное пособие «Экономическая география Урала».
В 1930 году окончил университет и продолжил учёбу в аспирантуре в Ленинграде, во Всесоюзном институте растениеводства (ВИР). Будучи в аспирантуре ВИР и став в 1931 г. секретарем институтской организации ВКП(б), был одним из лидеров борьбы с беспартийными специалистами, добиваясь их замены партийцами. После аспирантуры около 40 лет проработал в Москве, а затем в Волгограде во Всесоюзном НИИ агролесомелиорации (ВНИАЛМИ). Вначале он стал заведующим отделом древесных пород института, с 1932 года — заведующий отделом селекции и акклиматизации древесных пород, с 1952 года — заместитель директора, в 1959–1970 годах — директор ВНИАЛМИ.
В 1971–1981 годах возглавлял кафедру лесных культур Брянского технологического института.
А. В. Альбенский умер 4 июля 1984 года.

## Научная деятельность
Личные фонды А. В. Альбенского, содержащие материалы о деятельности учёного в 1920-х годах, хранятся в ГАПО (ф. Р-1670, оп. 1, д. 1, 87—89) и ГАНИОПДПО (ф. 90, оп. 46, д. 1—4). В этот период им были написаны работы:
- Профсоюзы Пермской губернии в 1917–1918 гг. — Пермь, 1927.
- Пермские ели (К вопросу о формах елей) // Материалы по изучению Камского Приуралья. — Пермь, 1930. — Вып. 2.

В области лесоведения А. В. Альбенский занимался изучением практических вопросов агролесомелиорации, защитного лесоразведения, селекции, гибридизации и акклиматизации древесных и кустарниковых пород. Впервые в СССР разработал методику селекции пород, предназначенных для защитных лесонасаждений. Он руководил созданием и восстановлением дендрариев, ставших затем источником посадочного материала для малолесных и безлесных регионов России, координировал исследования в области агролесомелиорации между республиками СССР.

## Научные труды
А. В. Альбенский написал около 200 работ, из них 40 книг и брошюр, 5 монографий. Некоторые труды учёного были изданы за рубежом.
Избранные труды
- Альбенский А. В., Никитин П. Д. и др. Агролесомелиорация. — книга несколько раз переиздавалась с дополнениями и переработкой
- Альбенский А. В., Дьяченко А. Е. Разведение быстрорастущих ценных деревьев и кустарников. — М.: Сельхозгиз, 1940. — 222 с.
- Альбенский А. В., Дьяченко А. Е. Деревья и кустарники для защитного лесоразведения. — М.: Сельхозгиз, 1949. — 143 с.
- Альбенский А. В. Культура тополей. — М.: Гос. лесотехническое изд-во, 1949. — 44 с. — 3000 экз.
- Альбенский А. В., Пятницкий С. С. и др. Селекция древесных пород. — М.—Л.: Гослесбумиздат, 1950. — 227 с.
- Альбенский А. В. Методы улучшения древесных пород. — М.—Л.: Гослесбумиздат, 1954. — 272 с. — 5000 экз.
- Альбенский А. В., Крылов Г. В. и др. Использование быстрорастущих древесных пород в полезащитном лесоразведении. — М.: Сельхозгиз, 1956. — 112 с.
- Альбенский А. В. Селекция древесных пород и семеноводство: Учебное пособие. — М.—Л.: Гослесбумиздат, 1959. — 307 с. — 10 000 экз.
- Альбенский А. В. Сельское хозяйство и защитное лесоразведение. — М.: Колос, 1971. — 279 с.
- Альбенский А. В. Защитное лесоразведение в Нечернозёмной зоне. — М.: Россельхозиздат, 1977. — 56 с.

## Награды
- Золотая медаль им. И. В. Мичурина (1950)
- Орден Ленина (1954)
- Почётное звание «Заслуженный лесовод РСФСР» (1965)
- Орден Трудового Красного Знамени (1967)
- Орден Октябрьской Революции
- Серебряная и бронзовая медали ВДНХ СССР
- Четыре медали СССР